# ديفيد أوتشوا
ديفيد أوتشوا (بالإنجليزية: David Ochoa)‏ (16 يناير 2001 في الولايات المتحدة - ) هو لاعب كرة قدم أمريكي في مركز حراسة المرمى. لعب مع ريال سالت ليك.

## وصلات خارجية
- ديفيد أوتشوا على موقع الدوري الأمريكي (الإنجليزية)
- ديفيد أوتشوا على موقع قاعدة بيانات كرة القدم.إي يو (الإنجليزية)
- ديفيد أوتشوا على موقع Soccerway.com (الإنجليزية)
- ديفيد أوتشوا على موقع عالم كرة القدم.نت (الإنجليزية)